# Piagnoni
Los piagnoni (lit. 'llorones') fue un grupo de cristianos que seguían las enseñanzas de Girolamo Savonarola. La mayoría de los piagnoni permanecieron con el tiempo en la Iglesia Católica y mantuvo una mezcla con las enseñanzas del dogma católico y las enseñanzas de Girolamo Savonarola (no como otros grupos que derivaron en corrientes protestantes). El nombre piagnoni se les dio porque lloraban por sus pecados y los pecados del mundo, en un principio de forma jocosa.

## Creencias
Los piagnoni creyeron en el mensaje de Savonarola predicaba, que se basaba en los siguientes pilares:
- El clero debe apegarse a sus funciones sacramentales, dejando el trabajo caritativo para los laicos
- Reforma religiosa para acabar con lo que denominaba como "clero laxo y corrupto".
- La forma de gobierno que pedían era una república teocrática.
- Oposición a artículos seculares considerados pecaminosos por Girolamo Savonarola (como cosméticos, arte secular y muchos instrumentos musicales), que quemaron en las hogueras de las vanidades desde 1497.[7]

## Historia
Habiéndose reunido alrededor del fraile incluso antes de la muerte de Lorenzo el Magnífico, eran acérrimos oponentes de los palleschi (partidarios de los Medici). En 1494 estuvieron entre los defensores de la expulsión de Pedro II de Médici y la restauración de la república florentina con el argumento de que se oponían a la tiranía política señorial y estaban a favor de un gobierno de gran participación popular. 
Mientras Savonarola aún vivía, los piagnoni apoyaron las campañas de Savonarola contra el sexo ilícito, el juego y la blasfemia. El fray también organizó grupos de seguidores que persuadieron a la gente a entregar artículos seculares para quemarlos en la hoguera de las vanidades.
Los piagnoni sobrevivieron bajo tierra, incluso después de que el gobierno de los Medici se volviera a instalar en Florencia; sin embargo, abandonaron gradualmente sus objetivos. Este grupo también están vinculados a la presencia de ideas de reforma en Florencia, ya que algunos piagnoni ya en 1520 elogiaron las opiniones de Martín Lutero. Muchos de los otros seguidores tardíos de Savonarola primero se sintieron atraídos por los ataques de Lutero al Papa y al clero, pero luego tuvieron desacuerdos con su otra teología. Regresaron al poder en 1527 cuando los Médici fueron nuevamente expulsados de Florencia y por segunda vez se declaró una república.

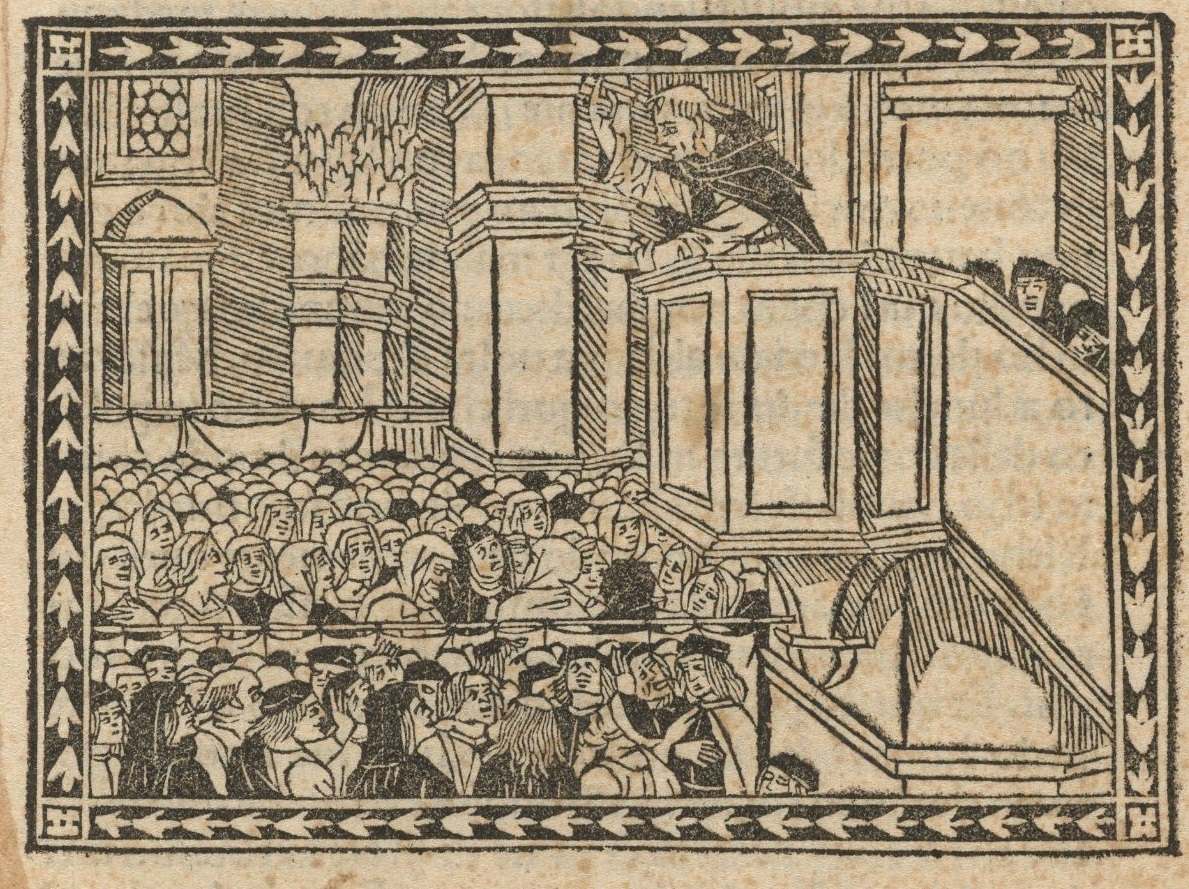
Savonarola predicando

Algunos piagnoni se convirtieron al protestantismo, mientras que otros escribieron en contra de las opiniones de Lutero. Pico della Mirandola, quien fue influenciado por las enseñanzas de Girolamo Savonarola, luego publicó 900 tesis contra la iglesia católica. Pedro Bernandino era seguidor de Savonarola y tenía un celo fanático por las enseñanzas del fraile. Pedro predicó en Florencia mientras Savonarola vivía y también después de su muerte; posteriormente Pedro y sus compañeros fueron quemados por herejía y otros fueron expulsados de Florencia. Felipe Neri fue un devoto seguidor de las enseñanzas de Girolamo Savonarola y más tarde sería una figura influyente en la Contrarreforma.
Se dispersaron definitivamente en 1530 con el colapso militar del experimento republicano en Florencia y el establecimiento del Ducado de Florencia por Alejandro de Médici.